# Stella by Starlight (album)
Stella by Starlight è un album dal vivo del sassofonista e compositore Dexter Gordon, registrato il 6 gennaio 1966, pubblicato nel 2005.

## Tracce
1. Stella by Starlight (Victor Young, Ned Washington) – 16:54
2. Introduction – 0:10
3. Satin Doll (Duke Ellington, Billy Strayhorn, Johnny Mercer) – 20:05
4. Introduction – 0:15
5. Round About Midnight (Thelonious Monk – 10:33
6. Introduction – 0:17
7. Sonnymoon for Two [fade-out] (Sonny Rollins) – 0:37

## Formazione
- Dexter Gordon – sassofono tenore
- Pony Poindexter – Sassofono contralto, voce
- Kenny Drew –piano
- Niels-Henning Ørsted Pedersen – basso
- Makaya Ntshoko   – batteria